# Parafia Najświętszego Serca Jezusowego w Rzepinie
Parafia Najświętszego Serca Jezusowego w Rzepinie – rzymskokatolicka parafia, położona w dekanacie Rzepin, diecezji zielonogórsko-gorzowskiej, metropolii szczecińsko-kamieńskiej w Polsce, erygowana 1 marca 1937.